# Acidromodes
Acidromodes là một chi bướm đêm thuộc họ Geometridae.